# Bruce Channel
Bruce Channel, nato Bruce McMeans (Jacksonville, 28 novembre 1940), è un cantautore statunitense.
È noto per aver interpretato e coscritto il brano Hey! Baby (1961).